# Serrekunda East Park
Serrekunda East Park – to stadion piłkarski w mieście Serrekunda, w Gambii. Jest obecnie używany głównie dla meczów piłki nożnej i jest domową areną klubów piłkarskiego Africell Bakau. Stadion może pomieścić 2 000 widzów.